# استمرارية العمل
استمرارية العمل هو نشاط تقوم به المؤسسات للتأكد من استمرارية إتاحة وظائف الأعمال الهامة للعملاء والموردين، والمنظمين، والكيانات الأخرى التي بحاجة للوصول إلى هذه الوظائف تحت أي ظروف. وتشمل هذه الأنشطة العديد من الأعمال اليومية مثل إدارة المشاريع، ونظام النسخ الاحتياطي، والتحكم بالتغيير، وخدمات الدعم. استمرارية العمل ليست مخطط تنفذه وقت وقوع كارثة؛ بل يشير إلى تلك الأنشطة اليومية التي تؤكد الحفاظ على أداء الخدمات بشكل متواصل ويالمست
أساس نجاح نشاطات استمرارية الأعمال هي وجود معايير واضحة وتطوير البرامج والسياسات الداعمة والمبادئ التوجيهية والإجراءات اللازمة لضمان متابعة العمل من دون توقف، بغض النظر عن الظروف أو الأحداث السلبية التي قد تحصل. ومن أجل الحصول على أي أمل في تحقيق استمرارية الأعمال والتعافي من الكوارث، وفي بعض الحالات، دعم النظام. عادة ما يختلط الامر بين استمرارية العمل والتعافي من الكوارث، ولكن كل منهما كيان منفصل. فالتعافي من الكوارث هو مجموعة فرعية صغيرة من استمرارية العمل. كما يختلط في بعض الأحيان بينها وبين انعاش منطقة العمل بسبب فقدان المبنى التي يجري العمل من خلاله والتي بدورها جزء من نشاطات استمرارية العمل.
مصطلح استمرارية الأعمال يصف حالة ذهنية أو منهجية للتعاطي مع إجراءت العمل اليومية، في حين أن التخطيط لاستمرارية الأعمال هو نشاط لتحديد ما الذي ينبغي أن تكون هذه المنهجية.

## المعايير
هذا القسم يوفر وصف مبسط لعدد من معايير استمرارية العمل العالمية:

### أيزو
معايير المنظمة الدولية للمعايير (بالإنجليزية: ISO)‏: في 15 مايو 2012، نشرت أيزو معيار "ISO 22301:2012"، المسمى «الأمن المجتمعي؛ نظم إدارة استمرارية الأعمال، المتطلبات». ومازالت تتباحث في تطوير المعيار ISO 22313 والمسمى «الأمن المجتمعي - نظم إدارة استمرارية الأعمال - دليل الإرشاد».
في عام 2011، نشرت ISO المعيار الدولي ISO/IEC 27031:2011، والمسمى «أمن المعلومات - تقنيات الأمن - المبادئ التوجيهية للحصول على معلومات والاتصالات تحضيرا التكنولوجيا لاستمرارية الأعمال» واذي يوفر إرشادات لتنظيم وتنفيذ مكونات تكنولوجيا المعلومات والاتصالات لإدارة استمرارية الأعمال كما يوفر التوجيهات لدعاستمرارية الأعمال عناصر من معايير أمن المعلومات، ISO/IEC 27001 و ISO/IEC 2002.

### المملكة المتحدة
أصدرت مؤسسة المعايير البريطانية معيار BS 25999 بقسمين يتناولان استمرارية الأعمال. الأول معيار BS 25999-1:2006 ويحوي رموز المعيار. أما الثاني فهو معيار BS 25999-2:2007 ويشرح متطلبات تطبيف، ى تشغيل وتحسين نظام موثق لإدارة استمرار الأعمال. وسيستبدل هذا المعيار بمعيار ISO 22301 عند اعتماده.

### أميركا الشمالية
عام 2010، صدر معيار ASIS/BSI BCM.01:2010.
وهناك معيار NFPA 1600 لمعالجة المخاطر والطوايء واستمرار الأعمال والت أصدرته جمعية الحماية من الحرائق.
وعام 2009 صدر معيار ANSI/ASIS SPC.1-2009 الرونة والصمود المؤسساتي.

## البرنامج
تجري عمليات على مستوى الإدارة لضمان اتخاذ الخطوات اللازمة بانتظام لتحديد الحوادث المحتملة والكوارث وحالات الطوارئ، و/أو التهديدات. كما أنها تنطوي على
(1) تقييم الأثر المحتمل لهذه الأحداث،
(2) وضع استراتيجيات وخطط الإنعاش، و
(3) صيانة استعدادتها لمواجهة كل الاحتمالات من خلال تدريب الموظفين واختبار الخطة.

## السياسات
السياسات هي تلك السنن ى التي تعتمدها إدارة المؤسسة والتي تحكم عملها وفقا لخطة مصممة مسبقا، والتي تدعم جميع وظائف العمل داخل المؤسسة.

## خطة استمرارية الأعمال وإدارتها
مكونات المنهجية اللازمة لاستمرارية الأعمال هي عبارة عن خطة موثقة لما يلي:
مجموعة من الوثائق والتعليمات والإجراءات التي تمكن الاستجابة للحوادث والكوارث وحالات الطوارئ، و / أو التهديدات دون أي عوائق أو توقف في العمليات الرئيسية. البعض يسميها «خطة الاستئناف»، أو «خطة التعافي من الكوارث»، أو «خطة الإنعاش».

## تحليل الأثر على الأعمال
يستند كامل مفهوم استمرارية العمل على تحديد جميع وظائف العمل داخل مؤسسة، ثم تحديد مستوى أهمية كل وظيفة للعمل. تحليل الأثر على العمل (بالإنجليزية: BIA)‏ هو الأداة الرئيسية لجمع هذه المعلومات وتحديد الحرجية وأهداف نقاط الاسترداد، وأهداف الإنعاش وتوقيته.
معظم المعايير تتطلب ضرورة إعادة النظر تحليل تأثير على الأعمال بفترات محددة وحين حدوث أين من الأتيالمناسبة لكل منظمة وكلما تحدث أي من الحوادث الأتية:
- تغييرات كبيرة في نظم الأعمال الداخلية، أو التقنية أو تغيير في المواقع.
- تغييرات مهمة في بيئة الأعمال الخارجية مثل تغيير في السوق أو القوانين

## إدارة الأمن
في بيئة الأعمال العالمية المعاصرة، يعطى الأمن أولوية قصوى في إدارة تقنية المعلومات. بالنسبة لمعظم المنظمات، يُحمى الأمن بموجب القوانين، ويتم التحقق بشكل دوري بمطابقة العمل مع تلك القوانين عن طريق اجرآت رقابية. قد تؤدي اكتشاف عدم مطابفة العمليات للقوانين خلال التدقيق إلى آثار تغييرات مالية وإدارية على المؤسسة.

## إدارة الوثائق
في بيئات عمل تكنولوجيا المعلومات الكبيرة، لا مفر من تغير مستمر للموظفين. يجب أن يتم أخذ هذا الأمر بعين الاعتبار خلال التخطيط لاستمرارية العمل. الحل العملي لمشكلة تغيير الموظفين هو التأكد ان الوثائق كاملة ومحدثة بشكل دائم. هذا يضمن أن الموظفين الجدد سوف يحصلون على المعلومات التي يحتاجونها ليبصبحوا على دراية بطرق العمل بسرعة وتزيد إنتاجيتهم فيما يتعلق بالوظائف والأعمال المسندة لهم. هذا يعني أيضا أن يتم إنشاء الوثائق (وليس كتابتها) من النظم القائمة بطريقة آلية.

## إدارة التغيير
تتطلب الأنظمة التفيذية أن توثق كل التغييرات التي تحصل لوظائف الأعمال ويمكن تعقبها لأغراض التدقيق وهي عملية تسمى «ضبط التغيير». وبهذا الاسلوب، وبفرض توثيق وتنسيق التغييرات على الموظفين المعنيين، يرتفع مستوى الاستقرار في وظائف العمل. وكلما ازداد مستوى اتمتة هذه العملية يصبح التركيز أقل على تدخل الموظفين أقل، بينما يصبح الامتثال التنظيمي ضروري.

## إدارة المراقبة
من أكثر جوانب إدارة تكنولوجيا المعلومات كلفة ووقتا هي التعامل مع المراقبين. أحد أهداف استمرارية الأعمال هو أتمتة مركز البيانات، والذي تشمل إدارة المراقبة. ينبغي تصميم جميع وظائف الأعمال الحديثة مع مفهوم بحيث تولد متطلبات الرقابة بشكل تلقائي من معلومات ووثائق مطلوبة كجزء من إجراءات العمل اليومية. هذا يقلل بشكل كبير من الوقت والتكاليف المرتبطة بإنتاج هذه المعلومات يدويا.
وكثيرا ما يرتبط العمل الآلي مع فكرة الإدارة المركزية - في مجال تخزين البيانات وإدارة البيانات. يمكن الحلول المبنية على توحيد تخزين البيانات لضمان السلامة والكفاءة وتوافرها وموثوقيتها ويسرها.

## اتفاقيات مستوى الخدمة
واجهة العلاقة بين الإدارة وتكنولوجيا المعلومات هو اتفاق مستوى الخدمة (بالإنجليزية: SLA،Service level agreements)‏. وهو عقد مكتوب ينص على توقعات الإدارة فيما يتعلق بتوافر الوظائف التجارية الضرورية، والتسليمات التي على تكنولوجيا المعلومات توفرها لدعم تلك الوظائف.

## نظم الاتصالات
مكون آخر من مكونات استمرارية العمل هو الاتصالات في أوقات الضغط. يجب أن يكون أعضاء فريق انعاش الكوارث قادرا على التواصل الفعال فيما بينهم وكذلك مع المديرين والعملاء والشركاء، وحتى مع وسائل الإعلام. من أجل تجنب بعض المشاكل المحتملة المرتبطة بتعطل قنوات الاتصال، ينبغي للخطة استمرارية العمل أن تعين مديرا قياديا للتواصل الذي سيكون مسؤولا عن جميع الاتصالات في هذا المجال، وعن التعاون بين المديرين التنفيذيين ومسؤولي علاقات الناس، كما تنفيذ التمارين المقررة في الخطة.

## المكونات الأخرى
التخطيط لمواجهة الطوارئ هو مجموعة إجراءات فرعية من أليات استمرارية الأعمال.
وفيما يلي قائمة من الكيانات المادية والمنطقية داخل بيئة تكنولوجيا المعلومات والتي تتطلب تطبيق منهجية استمرارية العمل. وينبغي تطبيق منهجية تتضمن تعريف الأشياء مثل السياسات والمبادئ التوجيهية والمعايير والإجراءات، وما إلى ذلك، لكل عنصر في القائمة:
- إطارات الونظم المدارة
- البرامج الثابتة والترميز المصغر
- اقراص التخزين الداخلية والخارجية
- أسماء الأطار أو نظم إدارتها
- الأسماء الاقسام
- أسماء العقدة
- أسماء الكمبيوتر المضيف
- أسماء نظم أسماء النطاقات (بالإنجليزية: DNS)‏ المستعارة
- أنظمة إدارة الأجهزة والوصول إلى لوحات التحكم
- البيئة الافتراضية
- تصميم وتخطيط الشبكات
- اللان الافتراضية
- حزمة بروتوكولات الإنترنت الفرعية
- مجموعات الموارد أو الخدمة
- إدارة عبء العمل
- مجموعات حدة التخزين
- التخزين المنطقي/أقسام القرص
- أنظمة ملفات الدخول اليومية
- نقاط نظام تحميل الملفات
- أسماء المستخدمين وأرقام UID
- أسماء المجموعات وأرقام GID
- أمن
- عالية التوفر
- تثبيت النظام
- تثبيت التطبيقات
- تثبيت قاعدة البيانات
- نظام الرصد
- مراقبة التطبيقات
- رصد قاعدة بيانات
- إدارة التصحيح

## التخطيط
قالب:مقال تفصيلي:تخطيط استمرارية الأعمال
التخطيط والوقاية والإستعداد هم جزء أساسي من أجزاء أي نظام إدارة استمرارية الأعمال. النشاط يبدأ بفهم أعمالالمؤسسة لتحديد المخاطر والتهديدات المحتملة لأنشطة الأعمال الهامة على الصعيدين الداخلي والخارجي من البيئة. كما أنه من المستحسن دراسة مرونة الموردين.